# Шимск
Шимск (рус. Шимск) насељено је место са административним статусом варошице (рус. посёлок городского типа) на северозападу европског дела Руске Федерације. Налази се у западном делу Новгородске области и административно припада Шимском рејону чији је уједно и административни центар.
Према проценама националне статистичке службе за 2014. у вароши је живело 3.745 становника.

## Географија
Варошица Шимск налази се у источном делу Новгородске области, на подручју Прииљмењске низије, на око 48 километара југозападно од административног центра области града Великог Новгорода. Кроз варош протиче река Шелоњ која се свега 10 километара источније улива у језеро Иљмењ.
У близини насеља налазе се бројни минерални извори.

## Историја
Насеље је основано 1878. као железничка станица на прузи која је повезивала Новгород са Старом Русом, а име је добила по оближњем селу Стари Шимск. Пруга је уништена током Другог светског рата и више никада није обновљена.
Иначе на том подручју је постојало село Шимско, основано вероватно у периоду између X и XII века, док први писани подаци о том селу потичу из 1501. године.
након оснивања Шимског рејона 1935. тадашње село Шимск постаје његовим административним центром. Статус урбане варошице носи од 1981. године.

## Демографија
Према подацима са пописа становништва 2010. у граду је живело 3.452 становника, док је према проценама националне статистичке службе за 2014. варошица имала 3.745 становника.
| 1897. | 1939. | 1959. | 1979. | 1989. | 2002. | 2010. | 2014. |
| ----- | ----- | ----- | ----- | ----- | ----- | ----- | ----- |
| 794   | 899   | 1,511 | 3,026 | 3,992 | 3,842 | 3,452 | 3,745 |